# Dystovomita
Dystovomita é um género botânico pertencente à família Clusiaceae.

## Espécies
- Dystovomita brasiliensis
- Dystovomita clusiifolia
- Dystovomita clussiifolia
- Dystovomita paniculata
- Dystovomita pittieri